# Лесков, Леонид Васильевич
Леони́д Васи́льевич Леско́в (1931—2006) — российский учёный-энциклопедист, доктор физико-математических наук, профессор МГУ, разработчик и руководитель ряда направлений российской космонавтики.

## Биография
Окончил физический факультет МГУ (кафедра оптики) в 1954 году.
С 1955 года работал в космической отрасли. Доктор физико-математических наук. Профессор МАИ, философского факультета МГУ и РАГС. Работал инженером и руководителем исследовательских работ в области космонавтики, в организации науки (замдиректора МНТЦ ВЕНТ).
На протяжении многих лет Лесков принимал участие в работе научно-практических конференций (Научные Чтения памяти К. Э. Циолковского, симпозиумы «Феномены природы и экология человека» и др.), деятельности большого числа общественных организаций.
- академик Российской академии естественных наук
- академик Российской академии космонавтики
- академик Международной академии информатизации
- член Международного фонда Н. Д. Кондратьева
- член Философско-экономического учёного собрания при МГУ[3]

Дочь Наталия, журналистка.
Умер в 2006 году. Прах захоронен на Николо-Архангельском кладбище.

## Научные труды
Авторству Леонида Лескова принадлежит несколько десятков книг, более сорока монографий и свыше четырёхсот статей.
- Лесков Л. В. Физические основы ускорителей плазмы. — М.: МВТУ, 1970
- Лесков Л. В. Космические цивилизации: проблемы эволюции. — М.: Знание, 1985
- Лесков Л. В. Чего не делать? Футуросинергетика России. // Приложение 1-98(11) к вестнику «Аномалия». — М.: ИТАР-ТАСС-Ассоциация «Экология непознанного», 1998
- Лесков Л. В., Авдуевский В. С. и др. Проблемы космического производства. — М.: Машиностроение, 1980
- Лесков Л. В. О системном подходе к проблеме космических цивилизаций // «Проблема поиска жизни во Вселенной» под ред. В. А. Амбарцумяна и др. — М.: Наука, 1986
- Лесков Л. В. Знание и Власть. Синергетическая кратология. — М.: СИНТЕГ, 2001. ISBN 5-89638-052-6
- Лесков Л. В. Нелинейная Вселенная: новый дом для человечества. — М.: Экономика, 2003. ISBN 5-282-02224-9
- Лесков Л. В. Синергизм: Философская парадигма XXI века. — М.: Экономика, 2006. ISBN 5-282-02562-0

и многие другие.